# Гершел-Айленд—Квікіктарук (територіальний парк)

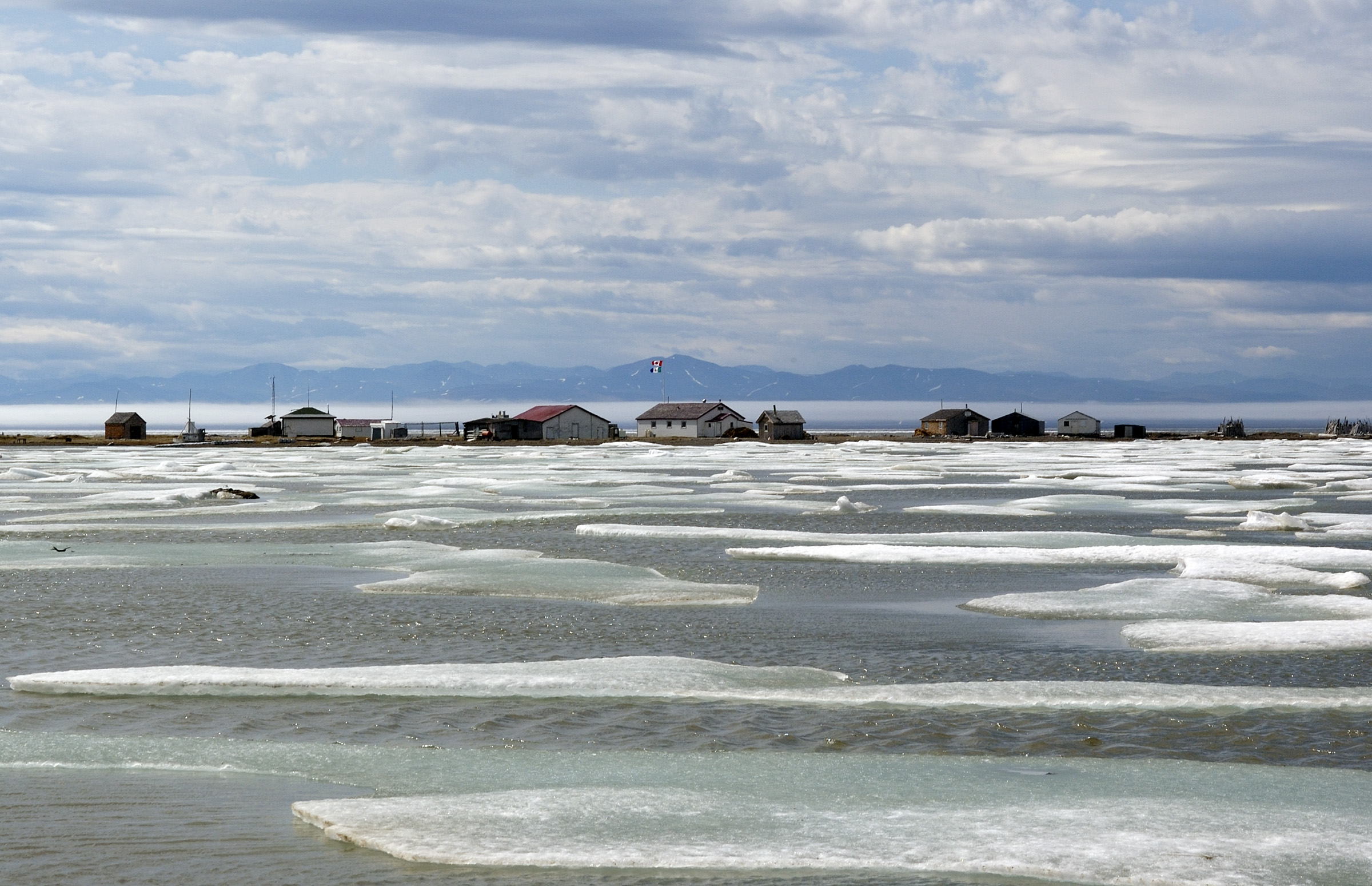
Острів Гершел, вдалині видно материк

Територіальний парк Гершел-Айленд—Квікіктарук (англ. Herschel Island Qikiqtaruk Territorial Park) — перший парк території Юкон (Канада), створений 1987 року в найпівнічнішій точці Юкону на острові Гершел. Острів становить значний науковий інтерес через течії в морі Бофорта, які несуть теплу прісну воду з дельти річки Маккензі вздовж узбережжя Юкону.
Парк утворено 1987 року в результаті укладання угоди з інувіалуїтами, за якою північне узбережжя Юкону визнано природоохоронною зоною. 2006 року розроблено новий план управління парком. План є плодом зусиль федерального та територіального агентств, комітету мисливців та траперів Аклавіку, Консула інувілуїтів та інших зацікавлених сторін.
Територіальний парк Гершел-Айленд—Квікіктарук разом із національними парками Вонтут та Іввавік Канада номінувала на включення до списку об'єктів Світової спадщини ЮНЕСКО.
До парку можна дістатися літаком від міста Інувік (Північно-Західні території), 250 км на північний захід, або від міста Доусон (Юкон), 620 км на північ.